# Dóczi Imre (orvos)
Dóczi Imre, születési és 1898-ig használt nevén Dukesz Ármin (Nyitra, 1882. július 16. – Budapest, 1943. december 6.) orvos, az alkoholellenes irodalom irányítója.

## Élete
Dukesz Adolf (1842–1926) és Weisz Júlia (1845–1918) fiaként született zsidó családban. Középiskolai tanulmányait a Nyitrai Római Katolikus Főgimnáziumban végezte, majd a Budapesti Tudományegyetem Orvostudományi Karának hallgatója lett. Oklevének elnyerése után a belügyminisztérium egészségügyi osztályába került, ahol tevékenyen részt vett az egészségügyi törvények előkészítésében. Nagy érdemeket szerzett az alkoholellenes mozgalom terén; számtalan idevágó cikke és röpirata jelent meg, szerkesztette és kiadta Az alkoholizmus – A magyarországi abstinens egyesületek központi közlönye, valamint a Közegészségügy című lapokat. Munkatársa volt a Gutenberg nagy lexikon szerkesztőbizottságának is. Az 1920-as évektől a Wander Gyógyszer- és Tápszergyár Rt. (az Egis Gyógyszergyár Zrt. elődje) igazgatója volt.
Szerkesztette az Alkoholellenes Könyvek Tárát. Igen sok füzetet, értekezést, tanulmányt írt az alkoholkérdésről.
Felesége Kohn Jolán (1888–?) volt, Kohn Arnold és Böhm Anna lánya, akivel 1908. március 1-jén Budapesten, a Terézvárosban kötött házasságot. Gyermekeik Dóczi György és János.
A Kozma utcai izraelita temetőben nyugszik (1A-10-11)

## Főbb művei
- Nemzetgazdasági szempontok az alkoholkérdésben, Budapest, 1906[8]
- A nők feladata az alkoholellenes mozgalomban, Budapest, 1907[9]
- A közigazgatás föladata az alkoholellenes küzdelemben, Budapest, 1913[10]
- Az alkohol és hatása a gyermekre, Budapest, 1910-es évek[11]
- Dóczi Imre. Kongresszusi beszámoló az 1913. évben Milánóban megtartott XIV. nemzetközi alkoholizmus elleni kongresszusról, Budapest, 1910-es évek[12]